# Ingolfiella (Tethydiella) sandroruffoi
Ingolfiella (Tethydiella) sandroruffoi is een vlokreeftensoort uit de familie van de Ingolfiellidae. De wetenschappelijke naam van de soort is voor het eerst geldig gepubliceerd in 2004 door Andres.